# George Weidenfeld
Sir Arthur George Weidenfeld, Lord Weidenfeld, alla nascita Arthur Georg Weidenfeld (Vienna, 13 settembre 1919 – Londra, 20 gennaio 2016), è stato un filantropo, editore e giornalista austriaco naturalizzato britannico.

## Biografia
Nato a Vienna nel 1919, frequentò l'università e il Collegio diplomatico della sua città natale. A seguito dell'Anschluss (l'annessione dell'Austria da parte della Germania nazista nel 1938), emigrò a Londra e s'impiegò alla BBC. Nel 1942 ne era diventato un commentatore politico e scriveva anche una colonna di un settimanale, attività che lo fece entrare in contatto col generale de Gaulle e con Tito. Nel 1949-50 fu consigliere politico e capo di gabinetto di Chaim Weizmann, il primo presidente dello stato d'Israele.
Dopo questa esperienza, rientrò nel Regno Unito e con un socio fondò la casa editrice Weidenfeld & Nicolson. Inizialmente essi intendevano dar vita ad una rivista politica di fascia alta, una via di mezzo fra il New Statesman, il Fortune e il New Yorker, tuttavia si resero conto che la carenza di carta del dopoguerra rendeva più fattibile un'azienda che pubblicasse libri: la casa editrice rispose quindi in parte a questa idea. Negli anni, la casa pubblicò molti titoli, fra cui spiccano nel 1959 l'edizione britannica di Lolita, di Vladimir Nabokov, e nel 1973 Portrait of a Marriage, la biografia di Harold Nicolson e Vita Sackville-West scritta dal figlio Nigel.
Nel 1985 gli interessi editoriali di Weidenfeld si estesero agli Stati Uniti, con l'acquisizione della Grove Press (in società con Ann Getty), che più tardi divenne la Grove Nicolson e nel 1993 la Grove-Atlantic a seguito di fusione con l-Atlantic Monthly Press. Nel 1991 la Weidenfeld & Nicolson del Regno unito fu acquistata dal gruppo editoriale Orion e ne divenne il marchio principale per le pubblicazioni "non fiction" (saggistica). Weidenfeld restò presidente non esecutivo.
Nel 2005 dispose la pubblicazione di Memory & Identity, l'edizione inglese dell'ultimio libro di San Giovanni Paolo II.
Weidenfeld è stato anche presidente aggiunto del comitato consultivo della Blavatnik School of Government di Oxford e consulente per il consiglio d'amministrazione della Axel Springer di Berlino. Inoltre scriveva per i giornali berlinesi Die Welt, Welt am Sonntag e Bild Zeitung. Nel gennaio 2006 l'Institute for Strategic Dialogue, inizialmente fondato come il Club dei Tre negli anni Novanta, ha nominato Weidenfeld direttore della programmazione ad Oxford e nel 2010 ha fondato il programma Humanitas dei presidenti in visita nelle università di Oxford e Cambridge.
Weidenfeld servì in molti incarichi filantropici, fra cui presidente dell'università Ben Gurion del Negev (1996–2004), governatore dell'istituto Weizmann, vicepresidente del forum UE-Israele, membro del consiglio di fondazione dell'istituto americano Rothermere all'università di Oxford, consigliere d'amministrazione della Royal Opera House (1974–87) e della National Portrait Gallery (1988–95).
Weidenfeld ha creato anche la Fondazione Weidenfeld "Cieli sicuri" (Safe Havens), allo scopo di sostenere i cristiani in fuga dall'Isis, anche se il suo concentrarsi sui cristiani ha sollevato qualche critica.

## Onorificenze
Weidenfeld divenne cittadino britannico nel 1947. Nel 1969 fu creato cavaliere e nel 1976 nobilitato a vita come barone Weidenfeld. Nel 2011, infine, divenne Gran Croce dell'Ordine dell'impero britannico per meriti distinti. Era commendatore dell'ordine al merito di Germania (1991), titolare della Croce d'onore di prima classe austriaca per le arti e la scienza (2002) e della decorazione in oro per servizio della contea di Vienna (2003), Grand'ufficiale dell'Ordine al merito della Repubblica italiana (2005), membro dell'ordine al merito del Land del Baden-Württemberg (2008) e titolare della distinzione di Benemerito del Ministero degli esteri polacco (2011).
Fra gli altri riconoscimenti, fu socio onorario del St Peter's College di Oxford, del St Anne's College, sempre di Oxford, del King's College di Londra, e ricevette due Dottorati onorari in Lettere (il massimo titolo accademico britannico, superiore ai Ph.D.) rispettivamente dall'università di Exeter e da quella di Oxford, quest'ultimo nel 2010. Fu anche membro onorario del senato accademico dell'università renana federiciano-guglielmina dal 2006. Ricevette anche premi alla carriera, il Trilogy per l'editoria internazionale dalla fiera del libro di Londra nel 2007 e Teddy il Kolem a Gerusalemme nel 2009.

## Vita privata
Weidenfeld si sposò quattro volte: nel 1952 con Jane Sieff, nel 1956 con Barbara Skelton, nel 1966 con Sandra Payson Meyer e nel 1992 con Annabelle Whitestone. È morto a Londra il 20 gennaio 2016, all'età di 96 anni

## Opere
- Remembering My Good Friends: An Autobiography, New York City, HarperCollins, 1995, ISBN 0-06-017286-X.